# Parsley, Sage, Rosemary and Thyme
Parsley, Sage, Rosemary and Thyme è il terzo album del duo statunitense Simon and Garfunkel, pubblicato il 10 ottobre del 1966. 

## Descrizione
Il titolo del disco è tratto dal secondo verso della prima traccia, Scarborough Fair/Canticle, una ballata inglese del XVI secolo, accompagnata da una contro-melodia e un testo trattanti la storia di un soldato.

## Tracce
Testi e musiche di Paul Simon, tranne dove indicato.
1. Scarborough Fair/Canticle – 3:10 (Tradizionale, arrangiata da Paul Simon e Art Garfunkel)
2. Patterns – 2:42
3. Cloudy – 2:10 (Paul Simon, Bruce Woodley)
4. Homeward Bound – 2:30
5. The Big Bright Green Pleasure Machine – 2:44
6. The 59th Street Bridge Song (Feelin' Groovy) – 1:43
7. The Dangling Conversation – 2:37
8. Flowers Never Bend with the Rainfall – 2:10
9. A Simple Desultory Philippic (Or How I Was Robert McNamara'd into Submission) – 2:12
10. For Emily, Whenever I May Find Her – 2:04
11. A Poem on the Underground Wall – 1:52
12. 7 O'Clock News/Silent Night – 2:01 (Josef Mohr, Franz Gruber)